# ブリュ物語

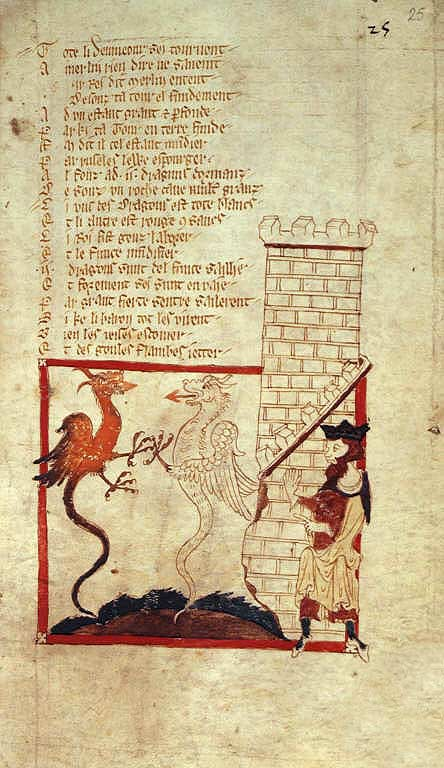
ブリュ物語

『ブリュ物語』（ブリュものがたり、Roman de Brut または Brut）は、詩人ウァース（ワース）作のグレートブリテン島の歴史を扱った韻文作品。

## 概略
『ブリュ物語』はアングロ＝ノルマン語（アングロ・フランス語。Anglo-Norman language）で書かれ、14866行から成っている。
ジェフリー・オブ・モンマスの『ブリタニア列王伝』（Historia Regum Britanniae）をベースとし、おそらく1150年頃に書き始められ1155年に完成した。『ブリュ物語』はアングロ・ノルマン人の新しい領土の伝説や歴史に関心を持つノルマン人聴衆のために作られ、アーサー王の物語を扱い、ブリテンの歴史を神話のトロイのブルータスまで遡らせた。
『ブリュ物語』はウァースの作品でも最も人気があり、30以上の写本または断片が現存している。ラヤモン（Layamon）はこの作品を元にして自作の『ブルート（Brut）』を書いた。